# Hyboscarta rubrica
Hyboscarta rubrica är en insektsart som beskrevs av Jacobi 1908. Hyboscarta rubrica ingår i släktet Hyboscarta och familjen spottstritar. Inga underarter finns listade i Catalogue of Life.